# Nazionale di bob del Portogallo
La nazionale di bob del Portogallo è la selezione che rappresenta il Portogallo nelle competizioni internazionali di bob.
La squadra ha preso parte ad una sola edizione dei giochi olimpici invernali, a Calgary 1988.

## Storia
Nel 1985 il canadese di origini portoghesi António Reis, appassionato di velocità, iniziò ad interessarsi al bob: dal momento che la Nazionale di bob del Canada era già al completo, l'allenatore Joey Kilburn gli suggerì di gareggiare sotto la bandiera lusitana. Durante il primo allenamento a Lake Placid, Reis fece una buona impressione, tanto che venne invitato a partecipare alla Coppa del Mondo di bob: per questo contattò l'amico Jorge Magalhães, con cui realizzò una prestazione ritenuta discreta per due debuttanti. In seguito furono ingaggiati gli studenti João Pires, João Poupada e Rogério Bernardes. Nel tempo andò consolidandosi l'idea di partecipare alle future Olimpiadi di Calgary 1988, cosicché la squadra venne registrata presso il consolato portoghese di Toronto, ottenendo poi il riconoscimento dal Comitato Olimpico Portoghese ed infine la legittimazione da parte dell'International Bobsleigh & Skeleton Federation.
Nel dicembre 1987 i portoghesi parteciparono alle prove di qualificazione olimpica a Innsbruck con vecchie attrezzature prestate sul posto dalla Federazione austriaca. Al termine della prima giornata di discese, ci si rese conto però che i tempi erano troppo alti per ottenere la qualificazione; tuttavia vennero avvicinati da un venditore italiano che propose loro l'acquisto di un bob nuovo di zecca e per questo, presa in prestito l'autovettura e il rimorchio della Nazionale di bob dell'Australia, i portoghesi si recarono la sera stessa a Cortina d'Ampezzo per prelevare il bob promesso, che - non avendo soldi a disposizione - venne acquistato a credito. Dopo aver preparato e lucidato i pattini per tutta la notte, il nuovo bob si dimostrò molto competitivo sulla pista di Igls, consentendo di migliorare il tempo di discesa di mezzo secondo e riportare il Portogallo ai Giochi olimpici invernali dopo 36 anni dalla loro prima partecipazione. Il principe ereditario Alberto II di Monaco rimase così impressionato che volle acquistare il nuovo bob per la propria Nazionale di bob del Principato di Monaco, e in tal modo fu possibile saldare il debito con il produttore italiano.
Dopo aver contratto debiti per 12.000 dollari, la squadra giunse ai Giochi invernali di Calgary 1988 con tre bob usati presi a noleggio dall'Ontario Bobsleigh Association: un equipaggio portoghese giunse al 34º posto su 38 squadre della gara a due (l'altro bob invece non terminò la gara, dopo essersi ribaltato nella terza manche), mentre il bob a quattro arrivò 25°, penultimo.
La squadra nazionale portoghese continuò a partecipare ad alcune gare di Coppa del Mondo con bobbisti provenienti dall'atletica, tra cui Nuno Fernandes (primatista nazionale del salto con l'asta), l'ostacolista João Lima e i velocisti Paulo Curvelo e Pedro Curvelo, giungendo però sempre in fondo alla classifica.

## Partecipazione ai giochi olimpici invernali

### Bob a quattro maschile
| anno | città   | classifica | composizione                                              |
| ---- | ------- | ---------- | --------------------------------------------------------- |
| 1988 | Calgary | 25°        | António Reis, João Poupada, João Pires, Rogério Bernardes |

### Bob a due maschile
| anno | città   | classifica | composizione                                           |
| ---- | ------- | ---------- | ------------------------------------------------------ |
| 1988 | Calgary | 34° DNF    | António Reis, João Poupada Jorge Magalhães, João Pires |